# I. An-Nászir Muhammad egyiptomi szultán
I. An-Nászir Muhammad, trónra lépése előtt Nászir ad-Dín Muhammad (1284 k. – Egyiptom, Kairó, 1341. június 7.) al-Manszúr Kalávún fia, az egyiptomi türk (elterjedt, de pontatlan elnevezéssel bahri) mamlúkok kilencedik szultánja, egyben az 1382-ig uralkodó kalávúnida dinasztia harmadik tagja volt. Kisgyermekként került trónra 1293 decemberében, és két alkalommal is megfosztották szultáni címétől: 1294. december 4-étől 1299 februárjáig, majd 1309. április 5-étől 1310. március 5-éig más mamlúkok viselték az uralkodói rangot – igaz, 1310-ig akkor sem ő irányította Egyiptomot, amikor épp szultán volt. Uralkodása hátralevő 31 évében viszont minden addiginál szilárdabb és erősebb központi hatalmat hozott létre. Teljes uralkodói titulusa al-Malik an-Nászir, melynek jelentése: „a győzedelmes király”.

## Mamlúkok kezében

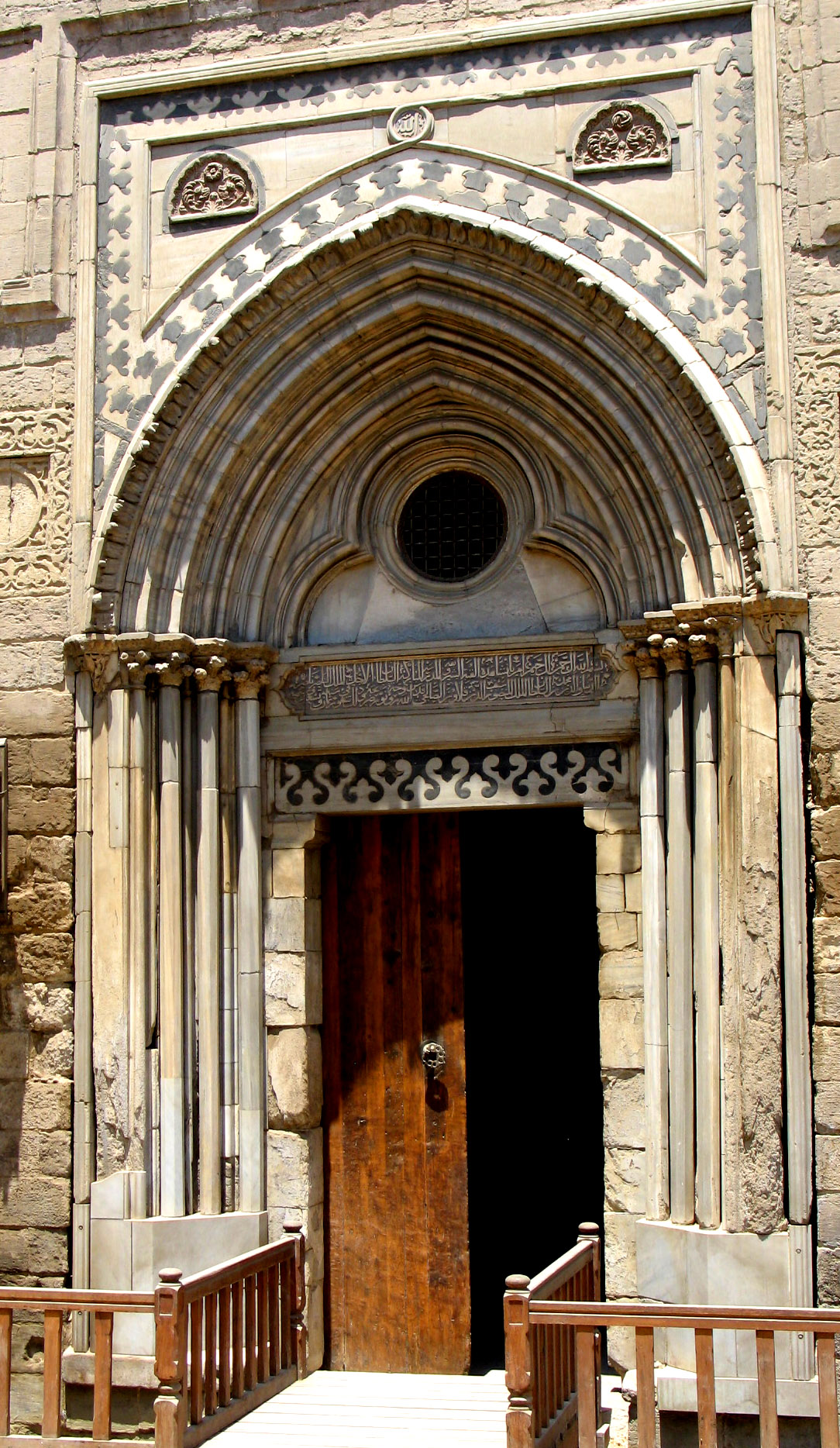
A szultán 1303-ra befejezett mauzóleumának és madraszájának kapuja. Az épületet még Kitbuga kezdte építeni, és az Akkonból zsákmányolt gótikus kapuval díszítette.

Anyja, Aslún Hátún egy Saktáj nevű mongol előkelőség leánya volt, aki 1276-ban költözött a kairói udvarba. 1293 decemberében Bajdara l-Manszúri alkirály meggyilkolta Muhammad bátyját, al-Asraf Halíl szultánt, azonban bitorlási kísérlete kudarcba fulladt, mivel a szultán cserkesz (lakhelyükről burdzsinak nevezett) mamlúkjai Kitbuga l-Manszúrival az élen, uruk halálát megbosszulandó, levágták. Kitbuga azonban nem szerezte meg a trónt, mert kiegyezésre kényszerült Bajdara mostohaapjával, Szandzsar as-Sudzsái al-Manszúrival, a kairói fellegvár parancsnokával, aminek eredményeképpen az alig kilencéves Muhammadot tették trónra.
A gyermek helyett az alkirályi címet felvevő Kitbuga és Szandzsar kettőse irányította az államot, majd előbbi 1294 folyamán leszámolt Szandzsarral és az oldalára álló cserkeszekkel, és egy december 3-án tartott gyűlésen al-Hákim kalifa, a vallás- és jogtudósok és az emírek beleegyezésével lemondatta az ifjú szultánt, és maga foglalta el a trónt. Muhammad az elkövetkező években a fellegvár foglya maradt, és eltiltották a nyilvánosságtól, nehogy valaki trónjelöltként használhassa fel az új uralkodó ellen. Kitbugát 1296 novemberében egy korábbi híve, Ládzsín al-Manszúri buktatta meg, aki egy tisztogatási hullám során al-Karak várába (ma Jordánia) küldte Muhammadot (1298 januárja).
A Ládzsínt 1299. január 15-én meggyilkoló mamlúkok visszahívták Kaláún fiát, és februárban másodszor is trónra tették. Ezúttal a cserkesz Bajbarsz al-Dzsásnikír főkamarás és a mongol Szajf ad-Dín Szalár alkirály kettőse vette kezébe a Mamlúk Birodalom irányítását – az felnövő Muhammad egyre erősödő ellenérzései mellett. Decemberben a szultán és a két főember közösen vezette azt a sereget, amit Gázán kán, az Ilhánida Birodalom vezetője a Vádi al-Házindár közelében megfutamított. A kán valószínűleg nem számított ekkora győzelemre, ezért Damaszkusz elfoglalása után kivonult Szíriából, az 1300-1301-es mongol támadás pedig elakadt a hóban. 1303-ban aztán ismét an-Nászir Muhammad, Bajbarsz és Szalár vezette a mamlúk sereget a mongol támadók ellen, és ezúttal győzelmet is arattak sakhabi csatában (április 3–4.). Gázán 1304-ben meghalt, utódai pedig szakítottak a mamlúkellenes politikával. Mivel közben Arvád szigetéről is sikerült kiűzni a kereszteseket (1302 augusztus/szeptember folyamán), a birodalmat hosszú idő óta nem fenyegette veszély sem kelet, sem nyugat felől.

## Önállósodása
Muhammad szultán közben saját mamlúkgárdát gyűjtött, és erre támaszkodva 1307 júliusában megpróbálta megbuktatni a felette gyámkodó Bajbarsz és Szalár párosát. Azok értesültek tervéről, és előkészületeket tettek a veszélyesen önálló Muhammad letételére. A hír azonban elterjedt Kairóban, és a lakosság fellázadt a népszerű Kaláún fiának és a szintén szeretett Halíl öccsének érdekében. A két potentát erre kénytelen volt formálisan kibékülni Muhammaddal a nagy nyilvánosság előtt. A szultán azonban továbbra is önállósodni akart, ezért 1309 februárjában bejelentette, hogy elindul a mekkai zarándoklatra. Szalár és Bajbarsz örömmel engedte el, ám a szultán al-Karakban megállt, elűzte a vár parancsnokát, és önálló udvart rendezett be a városban. Erre Kairóban – elképzelhető, hogy saját lemondását követően – Bajbarszot al-Muzaffar titulussal szultánná kiáltották ki.
Muhammad nem tett le trónja visszaszerzésének tervéről. Három szíriai kormányzóval – az aleppói Kipcsak al-Manszúrival, a hamái Karászunkur al-Manszúrival és a tripoli Iszindimir al-Kurdzsival – összefogott a damaszkuszi cserkesz Ákkús al-Afram ellen, és segítségükkel 1310. január 15-én megszerezte a várost. Az amúgy sem közkedvelt Bajbarsz – uralkodása alatt járvány, szárazság és a Nílus alacsony vízállása sújtotta országát –, aki kétségbeesésében a semmilyen hatalommal nem rendelkező al-Musztakfi kalifával próbálta megerősíttetni kinevezését, csapatai dezertálása miatt végül kénytelen volt elmenekülni. Szalár jobbnak látta átállni Muhammad oldalára, aki ellenállás nélkül vonult be Kairóba, ahol március 5-én elfoglalhatta a trónt.

## A hatalom megszilárdítása

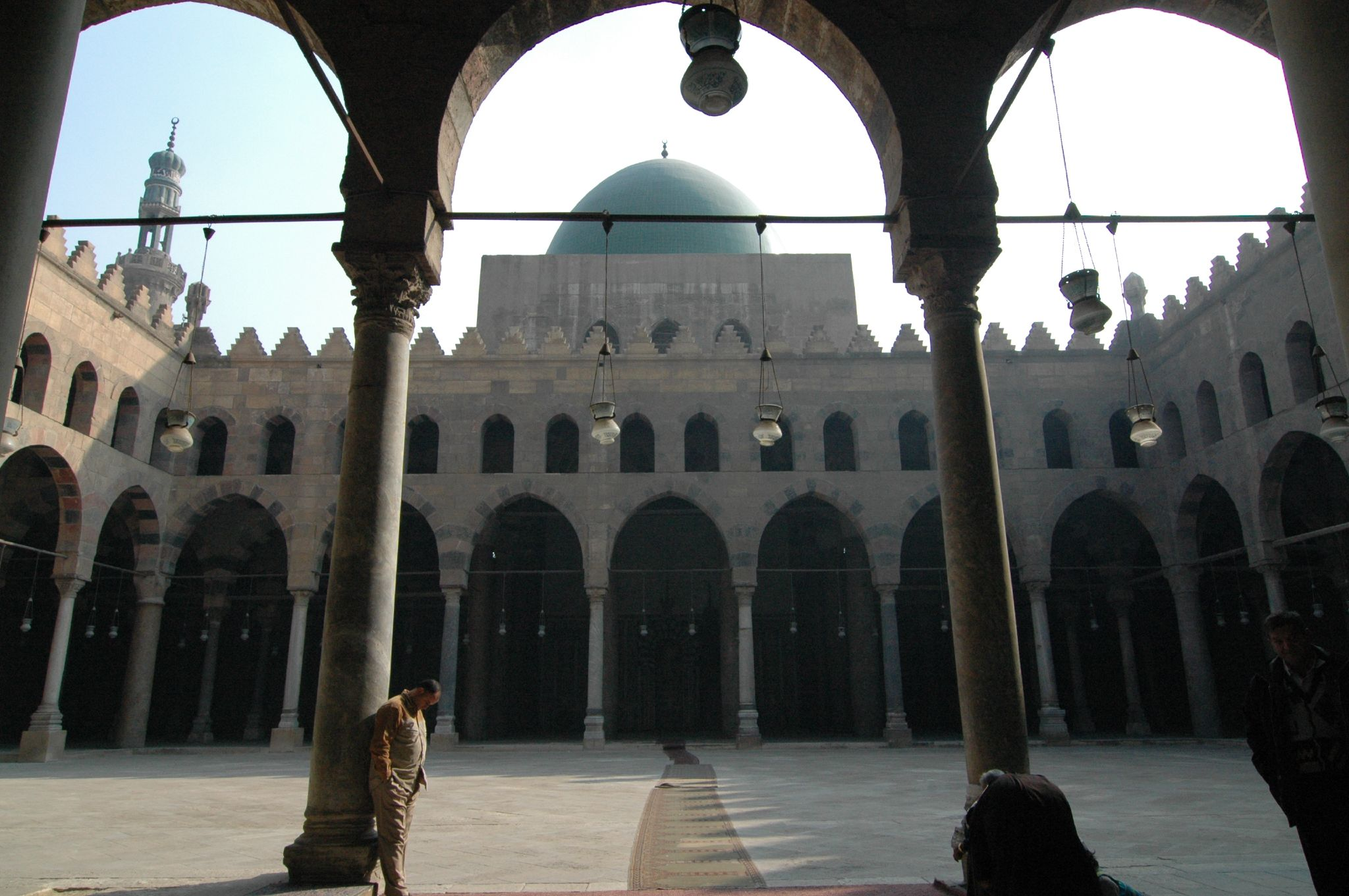
an-Nászir Muhammad 1318-ban épült mecsetének udvara a kairó citadellában.

An-Nászir Muhammad tisztában volt vele, hogy a megbízhatatlan mamlúkok veszélyt jelenthetnek rá, ezért rövid úton leszámolt velük. Az Arábia felé menekülő Bajbarszot Gázánál elfogták, majd Kairóban a szultán jelenlétében fojtották meg április 15-én. Szalár komoly pénzt ölt a szultán és hívei megnyerésébe, és szabadon elvonulhatott Saubak várába, de onnan még 1310 augusztusában visszahozták, és börtönben halálra éheztették. A szultán számos párthívüket és mamlúkjukat is letartóztatta. Közvetlenül trónra lépése után huszonkét rangidős emírt váltott le, miközben harminckét párthívét (az ún. nászirijja tagjait) tette főhivatalnokká; a másik tömeges kinevezésre 1312-ben került sor, amikor egyszerre 46 embere nyerte el az emíri rangot.
Befolyásos támogatói is fenyegetést jelenthettek a szultáni hatalomra nézve, ezért jutalommal csábította őket magához: Karászunkurt Damaszkuszba, Kipcsakot Aleppóba, Iszindimirt pedig Hamába léptette elő kormányzónak, míg al-Afram ez utóbbi korábbi hivatalát kapta meg a kis Tripoliban. Kipcsak még 1310-ben meghalt, és tisztjét Iszindimir örökölte, akit azonban rövidesen letartóztattak és Kairóba vittek. Karászunkur a veszélyt érezve a távolsága okán biztonságosabb Aleppóba fokoztatta le magát 1311 májusában, majd al-Aframmal együtt az Ilhánida Birodalomba menekült Öldzsejtü ilhán udvarába, aki az érdekükben megindította az utolsó – eredménytelen – mongol hadjáratot a Mamlúk Birodalom ellen 1312–13 telén. A szultán egyik bizalmasát, a Ládzsín udvarából hozzá pártolt Tengiz al-Huszámit nevezte ki damaszkuszi helytartónak, Egyiptom alkirálya pedig a saját háztartásából felemelkedett Argún an-Násziri lett.

## A birodalom fénykora

### Az államgazdaság új alapja
Bár már Ládzsín próbálkozott a különféle állami funkcionáriusoknak adott javadalmak (ld. iktá) felmérésével és újraosztásával (rauk), a kísérlete kudarcba fulladt és a bukásához vezetett. Hatalmát megszilárdítva an-Nászir Muhammad azonban már veszélytelenül állhatott neki a gazdaság átalakításának. 1313–14-ben Damaszkusz tartományban kezdődött a birtokok és jövedelmek felmérése, amely mintaként szolgált az 1316-ra befejezett egyiptominak. A hadfőparancsnok és egy civil tisztviselő által irányított bizottságok két és fél hónap alatt járták végig Egyiptom minden települését, és a szultán eredményeik ismeretében láthatott hozzá a reformhoz.
A javadalmak elosztására ünnepélyes keretek között az újonnan épült, impozáns palotaszárnyban, a teljes udvar jelenlétében került sor 1316. március 26–április 24. között. A javadalmakat biztosító okiratokat egyesével vették át a főemberek, akik közül többen meglepve tapasztalták, hogy a korábbi viszonyokhoz képest kisebb birtokokon kell gazdálkodniuk. Ehhez járult, hogy a szultán a földekből származó jövedelem addig kincstárnak fizetendő egyhatod részét több mint kétszeresére, öt tizenkettednyire emelte, így a birtokosnak csak hét tizenketted maradt meg, amiből még a kötelezően kiállítandó ezer fegyverest (ún. halka) is el kellett tartaniuk.
A folyamatot 1317-ben Tripoli, 1325-ben pedig Aleppó tartományra is kiterjesztették. A szultán célja egyértelműen a mamlúkok gazdasági erejének és általában befolyásának csökkentése volt, de az ún. násziri felmérés (ar-rauk an-násziri) komoly hasznot is hajtott a kincstárnak: a megemelt részesedés mellett az is növelte a bevételeket, hogy mintegy kétszáz oklevélnyi többlete maradt a kincstárnak, így az ezekben foglalt birtokok állami kézben maradtak. Ilyen körülmények között a szultán bizonyos népszerűtlen terheket el is törölhetett, így a gabonaadót – igaz, ezek korábban jórészt a mamlúkokat gazdagították a javadalmuk részeként. Az intézkedés jelentősen növelte az uralkodó népszerűségét alattvalói körében.

### Szíria
A szultán 1310 után mindvégig szilárdan kezében tartotta az egyiptomi ügyeket, amit jól jelez, hogy három alkalommal is megtette a mekkai zarándoklatot (1313; 1320; 1332), anélkül, hogy a hátországban bármiféle ellenzéki mozgalom alakult volna ki. Elődeivel ellentétben szíriai ügyekkel sem kellett túl sokat foglalkoznia: a mongolok 1313 tele után többet nem törtek a királyságra. A szultáni adminisztráció a beduin törzseket – főleg a legerősebbet, a határvédelemben is komoly szerepet játszó Ál Fadlot – részint megfigyelés alatt tartotta, részint magához kötötte őket azzal, hogy a birodalom legfontosabb lóellátóivá léptek elő. Hamában, noha a tartomány 1299 óta betagozódott a birodalomba, 1310-ben visszaállította az ajjúbidák uralmát al-Muajjad Iszmáíl, ismertebb nevén Abu l-Fidá személyében, akit különös kegyként 1320-ban szultánná léptetett elő. A hű, Muhammadról krónikájában is szép szavakkal megemlékező vazallus 1331-ben bekövetkezett halála után fia, al-Afdal Muhammad örökölte a trónt, aki an-Nászir Muhammad halála után vesztette el névleges trónját.
Szíria kormányzása 1312–1340 között gyakorlatilag egy kézben összpontosult. Tankiz al-Huszámi damaszkuszi helytartóként rövidesen elnyerte a jogot, hogy a többi szíriai emír rajta keresztül kommunikálhasson Kairóval. A gyakorta fővárosba látogató Huszámi és a szultán viszonya évtizedeken át harmonikus maradt: 1338-ban a helytartót hivatalosan is szíriai főkormányzóvá nevezték ki, egy lánya a szultánhoz ment feleségül, két fia pedig an-Nászir egy-egy lányát vehette el. Az elképzelhetetlen magasságokba jutó al-Huszámi ellen azonban szervezkedés indult meg a többi főtisztviselő és előkelőség körében, akik két éven belül bizalmasa ellen hangolták az uralkodót. Tankiz hiába próbált menekülni: veje hadsereget küldött ellene, és 1340 júliusában elfogatta Damaszkuszban. Kairóba hurcolták, kivégezték, vagyonát pedig ellenfelei között osztották fel.

### Kordában tartott főtisztviselők
Nem al-Huszámi volt a szultán egyetlen rangos híve, aki végül kegyvesztetten végezte. Argún an-Násziri 1312-ben lett alkirály, ám 1326-os zarándoklata alkalmával a szultánt ellene hangolták, aki hazatérő helyettesét elfogatta, majd Aleppóba küldte kormányzónak, afféle tisztes száműzetésbe, és 1330-as haláláig ott is maradt. A szultán ezután nem is nevezett ki több alkirályt. Baktamur, a pohárnok 1331-ben a szultán Enik nevű fiához adhatta egyik lányát, de amikor saját fiával együtt elkísérte az uralkodót harmadik zarándoklatára 1332-ben, an-Nászir Muhammad úgy értesült, hogy szervezkedik ellene – a pohárnok és fia rövidesen meghalt, gyaníthatóan a szultán mérgezésének köszönhetően.
A kincstár felügyeletét ellátó főtisztviselők (zaváhir [esz. záhir] al-hássz) sem jártak jobban. 1312–1323 között az al-Muzaffar Bajbarsz idején kitért és állami szolgálatba állt hajdani keresztény, Karím ad-Dín töltötte be a záhiri tisztséget. 1321-ben rendült meg pozíciója, amikor egy kairói tűzvészsorozat bűnbakjai, a keresztények ellen lépett fel, majd 1322-ben a királyi mamlúkok tiltakoztak ellene zsoldjuk kéthavi késése miatt. 1323 áprilisában a szultán váratlanul kihátrált mögüle. Először házi őrizetbe került és megfosztották javaitól, majd Saubakba, Jeruzsálembe, végül Asszuánba száműzték, ahol saját turbánjával megfojtva találtak rá. 1332-ben egy másik hitehagyó keresztény, az eredetileg Enik hercegnél szolgáló an-Nasv (muszlim neve Saraf ad-Dín Abd al-Vahháb) kapta meg a kincstárnoki állást. Komoly bevételekhez juttatta az államkincstárt azzal, hogy államilag szabta meg az eladási árakat, illetve igyekezett hatékonyan beszedni az adókat. Hiába elégedetlenkedett emiatt a köznép és az üzleti szféra, politikai súlya csak az emíreknek volt ahhoz, hogy Nasvot megbuktathassák. Erre 1339 augusztusában került sor, miután a kincstárnok az előkelőségekből is megpróbált nagyobb összegeket kisajtolni: az ellene hangolt szultán parancsára fivéreivel együtt letartóztatták, hatalmas vagyonát szétosztották, házát pedig lerombolták eldugott javakat keresve.
Az utolsó évek két legbefolyásosabb szereplője Kauszún és Basták volt. Kauszún szabad emberként érkezett Egyiptomba a szultánnak feleségül szánt mongol hercegnő kíséretének tagjaként. An-Nászir Muhammad szimpatikusnak találta, és formálisan megvásárolta a fivérétől, ő pedig szép karriert futott be: pohárnokká lépett elő és a szultán egyik lányát vehette feleségül. Basták befolyása Baktamur, az 1331-ben meggyilkolt pohárnok özvegyének feleségül vételével és a felhalmozott vagyon megszerzésével nőtt meg. A két emír rivalizálása végigkísérte a szultán utolsó éveit, és Muhammad halála után kettejük harca alakította a szultánság sorsát.

### Keleti politika

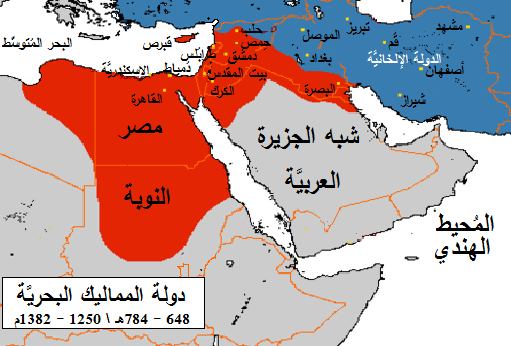
A Mamlúk Birodalom kiterjedése 1341-ben

1335-ben örökös nélkül elhunyt Abu Szaíd Bahádur ilhán, Anatólia és Irán nagy részének ura. A halálát követő trónviszályok egyik szereplője, Abu Szaíd anyai nagybátyja, a Bagdadtól Dijár Bakrig terjedő térséget uraló Ali Pádsáh 1336 májusában követséget menesztett Kairóba, amelyen keresztül felajánlotta Muhammadnak, hogy katonai segítségért cserébe elismeri magát a szultán alattvalójának, ami, ha tényleges befolyást nem is, de szövetségi viszonyt jelentett volna. A szultán meg is kezdte a segélycsapatok kiállítását, ám júliusban az anatóliai ilhánida főparancsnok, a dzsaláirida Sajh Haszan legyőzte Ali Pádsáhot és átvette az uralmat területei felett. Ezzel Kairó elvesztette hűbéresét, de Sajh Haszan a barátságos viszony fenntartása érdekében ajándékokat küldött a szultánnak röviddel diadalát követően.
A délkeletre vonuló dzsaláirida hadúr Anatóliában hagyott helyettese, Eretna 1337/1338 folyamán felvette a kapcsolatot a mamlúkokkal, akiknek felajánlotta, hogy tartománya élén átáll hozzájuk és elismeri a főségüket. Válaszul „Nagy” Sajh Haszan békekövetséget menesztett Kairóba, hogy megakadályozza egy vele szemben ellenséges szövetség támadását. Miután a csóbánida „Kis” Sajh Haszan elragadta tőle Tebrizt és hiába kért segítséget Horászánból, a dzsaláirida fejedelem 1339/1340 folyamán ismét a mamlúkokhoz fordult, akiknek felajánlotta Moszul, Bagdad és a Dzsibál vidékét segítségükért cserébe. Bár katonai segítséget nem nyújtottak, Ahmad Száki emírt Szoltánijébe küldték, ahol elérte, hogy Nagy Sajh Haszan békét kössön egyik régi ellenfelével, a Dijár Bakrot uraló szutajida Hádzsi Tagájjal – abban a reményben, hogy általuk ellensúlyozni tudják az Eretnát Kayseribe visszaszorító, azaz anatóliai hídfőállásukat megszerző csóbánidával. Hádzsi Tagáj és Sajh Haszan hűségét biztosítandó előbbi fiát és unokaöccsét Kairóba küldték számos előkelőség és több iraki kádi társaságában, akik 1341 májusában hűséget esküdtek a szultánnak, biztosítva arról, hogy Ámidban, Moszulban és Bagdadban az ő nevére mondják a szentbeszédet (hutba). Hadsereget azonban nem küldött keletre, mert rövidesen híre jött, hogy újdonsült hűbéresei fegyverszünetet kötöttek a Csóbánidákkal.
Bár uralkodása utolsó öt évében komolyabb erőfeszítés nélkül sikerült jelentős területek felett kiterjesztenie névleges fennhatóságát, an-Nászir Muhammad rövidesen bekövetkező halála és az ezt követő, négy évtizednyi instabilitás miatt ezek az eredmények nem lehettek tartósak.

## Az örökösödés
Bár an-Nászir utódai 1382-ig megtartották a trónt, az örökösödés biztosítása – ahogy annak idején apja, Kalávún esetében – nem úgy történt, ahogy a szultán képzelte. Legidősebb fia, Enik örökössé nyilvánítására 1331-ben nagy gyűlést hívott össze, de végül csak emíri rangra emelte. 1334 novemberében egy másik fiát, Abu Bakrot is emírré léptette elő, majd 1340 nyarán ez utóbbira eskette fel az előkelőségeket. Az eredetileg kiszemelt örökös, Enik még az év novemberében elhunyt hosszú betegséget követően.
Muhammad szultán 1341. május 27-én betegedett meg, és haldoklásának hírére zavargások kezdődtek Kairóban. Az előkelőségek rövidesen megkezdték vagyonuk és családjuk kimenekítését a fellegvárból, ahol Muhammad szultán június 4-én nevezte ki a kb. húszesztendős Abu Bakrot utódjának. A mamlúk kor egyik legjelentősebb szultánja június 7-én halt meg. Nem saját, 1303-ra befejezett mauzóleumába, hanem apja mellé temették. Vele együtt sírba szállt az általa nagy munkával kiépített autokratikus hatalom, a birodalom pedig anarchiába süllyedt: 1361-ig bezárólag összesen nyolc fia lépett trónra, de valós hatalommal egyikük sem rendelkezett.